# Wiesiołyj (rejon chomutowski)
Wiesiołyj (ros. Весёлый) – osiedle typu wiejskiego w zachodniej Rosji, w sielsowiecie skoworodniewskim rejonu chomutowskiego w obwodzie kurskim.

## Geografia
Miejscowość położona jest nad rzeką Bierioza, 10,5 km od centrum administracyjnego sielsowietu skoworodniewskiego (Skoworodniewo), 19,5 km od centrum administracyjnego rejonu (Chomutowka), 96 km od Kurska.

## Historia
Do czasu reformy administracyjnej w roku 2010 osiedle Wiesiołyj wchodziło w skład sielsowietu mieńszykowskiego, który w tymże roku został włączony w sielsowiet skoworodniewski.

## Demografia
W 2015 r. miejscowość zamieszkiwało 17 osób.